# Air Midwest
Air Midwest — бывшая региональная авиакомпания Соединённых Штатов Америки со штаб-квартирой в Уичите (штат Индиана), являлась полностью дочерним подразделением авиационного холдинга Mesa Air Group.
Авиакомпания Air Midwest использовала операционный сертификат эксплуатанта AMWA510A, выданный 15 мая 1965 года Федеральным Управлением гражданской авиации США и работала под торговыми марками US Airways Express магистральной авиакомпании US Airways, Midwest Express авиакомпании Midwest Airlines, выполняя регулярные рейсы по 28 пунктам назначения в 12 штатах страны.

## История
Авиакомпания была основана Гэри Адамсоном (англ. Gary Adamson) в мае 1965 года под названием Aviation Services, Inc. Штаб-квартира компании размещалась в городе Уичита (Канзас). Aviation Services первоначально эксплуатировала один самолёт Cessna 206 и занималась перевозками различных грузов по заказам местного морга. Позднее авиакомпания отказалась от грузоперевозок и в 1967 году открыла первый регулярный пассажирский рейс между городами Уичита и Салайна (Канзас).
В 1968 году региональная авиакомпания Frontier Airlines ушла с рынка пассажирских перевозок в штате Канзас и Aviation Services начала активное расширение своей маршрутной сети в этом штате. В следующем году название компании было изменено на Air Midwest и для обеспечения возросших объёмов перевозок авиакомпания делает заказ на новые турбовинтовые самолёты Beech 99.
В 1978 году воздушный флот Air Midwest пополнился десятью самолётами Fairchild Swearingen Metroliner и были открыты новые регулярные рейсы из Канзаса в города Нью-Мексико, Айовы и Небраски. В 1991 году авиакомпания Air Midwest была приобретена управляющим авиационным холдингом Mesa Air Group.

Логотип авиакомпании в 1970-е годы

В 1985 году Air Midwest объединилась с базировавшимся в Файеттвилле (Арканзас) региональным авиаперевозчиком Scheduled Skyways с прицелом получения код-шерингового соглашения с авиакомпанией Republic Airlines на использование транзитного узла в Международном аэропорту Мемфис. Обе соединившиеся компании эксплуатировали один тип самолётов, а их маршрутные сети являлись взаимодополняющими, поэтому Air Midwest рассчитывала без особого труда получить партнёрский договор с Republic Airlines. Тем не менее, для обслуживания маршрутов в Мемфисе Репаблик выбрала другую региональную авиакомпанию, поскольку в процессе рассмотрения заявок выявился ряд скрытых проблем, в частности, недостаточный уровень сервисного обслуживания самолётов Scheduled Skyways. В течение нескольких последующих лет, во избежание накапливающихся проблем с надзорными органами, Air Midwest доводит подразделение Scheduled Skyways до состояния банкротства.
Несмотря на неудачный маркетинговый ход Air Midwest с приобретением Scheduled Skyways, ей удалось к 1985 году заключить код-шеринговые соглашения с авиакомпанией Ozark Air Lines на использование торговой марки Ozark Midwest, с Eastern Air Lines — на использование бренда Eastern Air Midwest Express и с магистральной авиакомпанией American Airlines — на работу под брендом региональных перевозок American Eagle Airlines.
В 1987 году из-за возникших проблем с финансовыми активами Air Midwest реализовала авиакомпании American Airlines свою инфраструктуру хаба в Международном аэропорту Нашвилла и самолёты Saab 340. В 1986 году Trans World Airlines приобрела авиакомпанию Ozark Air Lines и была вынуждена расторгнуть договор с Air Midwest в части использования хаба перевозок к Международном аэропорту Сент-Луис, поскольку на тот момент уже имела работающего на данном рынке партнёра — компанию Resort Air (ныне — Trans States Airlines).
В 1990 году Air Midwest заключила партнёрское соглашение с авиакомпанией USAir, а 12 июля 1991 года компания опубликовала официальное сообщение для всего персонала Air Midwest: «Хаб в Международном аэропорту Сент-Луис будет продан авиакомпании Trans States Airlines, всё остальное будет реализовано в Mesa Air Group».

## Деятельность в составе Mesa Air Group
В период с 1991 по 1997 годы Air Midwest эксплуатирует 12 самолётов Beechcraft 1900, работая под брендом региональных перевозок USAir Express из хаба в Международном аэропорту Канзас-Сити. В 1997 году руководство холдинга Mesa Air Group провело глобальную реструктуризацию своих подразделений, в результате которых дочерние авиакомпании FloridaGulf Airlines и Liberty Express Airlines были присоединены к Air Midwest.
После завершения процедур слияния Air Midwest обеспечивала регулярные полёты между небольшими населёнными пунктами, субсидируемые правительством США в рамках Федеральной программы Соединённых Штатов Essential Air Service (EAS), работала под торговой маркой US Airways Express магистральной авиакомпании US Airways из хаба в Международном аэропорту Финикс/Скай-Харбор и выполняла рейсы на регулярных маршрутах Mesa Airlines из Международного аэропорта Альбукерке и Международного аэропорта Даллас/Форт-Уэрт.
В течение трёх недель в августе 2006 года Air Midwest работала под брендом Delta Connection магистральной авиакомпании Delta Air Lines, выполняя рейсы на самолётах Beechcraft 1900D из Международного аэропорта имени Джона Кеннеди в Провиденс (Род-Айленд) и Виндзор-Локс (Коннектикут). Данное смещение направлений регулярных перевозок произошло после банкротства другой дочерней авиакомпании холдинга — Freedom Airlines и действовало до передачи маршрутной сети нью-йоркского аэропорта имени Джона Кеннеди в региональную авиакомпанию Chautauqua Airlines.
1 февраля 2007 года Air Midwest открывает регулярные рейсы из чикагского Международного аэропорта Мидуэй в аэропорты городов штата Иллинойс Декейтер, Марион и Куинси. Однако, спустя девять месяцев холдинг Mesa Air Group заявил о прекращении всех перевозок Air Midwest в аэропорты штата Иллинойс с 9 ноября 2007 года.
В своём докладе, опубликованном 14 января 2008 года журналом The Wall Street Journal, генеральный директор холдинга Джонатан Г. Орнштейн (англ. Jonathan G. Ornstein) сообщил о решении совета директоров холдинга закрыть авиакомпанию Air Midwest по причине значительного роста цен на авиационное топливо и существенное увеличение эксплуатационных расходов. Все города, обслуживавшиеся регулярным сообщением Air Midwest, получили официальные уведомления о закрытии рейсов, а 30 июня 2008 года авиакомпания полностью прекратила свою операционную деятельность.

## Флот
По состоянию на февраль 2008 года воздушный флот Air Midwest состоял из следующих самолётов:
Ранее авиакомпания эксплуатировала самолёты Cessna 402, Beech 99, Metroliner, Jetstream 31, Saab 340 и Embraer EMB 120 Brasilia.

## Авиапроисшествия и несчастные случаи
- 8 января 2003 года. Рейс 5481 Шарлотт (Северная Каролина)—Гринвилл/Спартанберг (Южная Каролина) под торговой маркой US Airways Express. Самолёт Beechcraft 1900D через 37 секунд после взлёта из Международного аэропорта Шарлотт/Дуглас упал на один из ангаров аэропорта и загорелся. Погибли все 19 пассажиров и 2 члена экипажа. Причинами катастрофы стали неправильная центровка и перегруз самолёта, а также неверное регулирование тросов руля высоты, выполненное при предыдущем техобслуживании[5].